# Gran Premi d'Alemanya del 1999
Resultats del Gran Premi d'Alemanya de Fórmula 1 de la temporada 1999, disputat al circuit de Hockenheimring el 15 d'agost del 1999.

## Resultats
| Pos | No | Pilot                 | Equip                  | Voltes | Temps/ Retirada  | Pos. de sortida | Punts |
| --- | -- | --------------------- | ---------------------- | ------ | ---------------- | --------------- | ----- |
| 1   | 4  | Eddie Irvine          | Ferrari                | 45     | 1h 21' 58. 594   | 5               | 10    |
| 2   | 3  | Mika Salo             | Ferrari                | 45     | + 1.007 aeg.     | 4               | 6     |
| 3   | 8  | Heinz Harald Frentzen | Jordan - Mugen - Honda | 45     | + 5.195 s        | 2               | 4     |
| 4   | 6  | Ralf Schumacher       | Williams - Supertec    | 45     | + 12.809 s       | 11              | 3     |
| 5   | 2  | David Coulthard       | McLaren - Mercedes     | 45     | + 16.823 s       | 3               | 2     |
| 6   | 18 | Olivier Panis         | Prost - Peugeot        | 45     | + 29.879 s       | 7               | 1     |
| 7   | 10 | Alexander Wurz        | Benetton - Playlife    | 45     | + 33.333 s       | 13              |       |
| 8   | 11 | Jean Alesi            | Sauber - Petronas      | 45     | + 1' 11.291 min. | 21              |       |
| 9   | 21 | Marc Gené             | Minardi - Ford         | 45     | + 1' 48.318 min. | 15              |       |
| 10  | 20 | Luca Badoer           | Minardi - Ford         | 44     | + 1 Volta        | 19              |       |
| 11  | 17 | Johnny Herbert        | Stewart - Ford         | 40     | Caixa canvi      | 17              |       |
| Ret | 14 | Pedro de la Rosa      | Arrows                 | 37     | Virolla          | 20              |       |
| Ret | 1  | Mika Häkkinen         | McLaren - Mercedes     | 25     | Pneumàtics       | 1               |       |
| Ret | 5  | Alessandro Zanardi    | Williams - Supertec    | 21     | Diferencial      | 14              |       |
| Ret | 23 | Ricardo Zonta         | BAR - Supertec         | 20     | Motor            | 18              |       |
| Ret | 15 | Toranosuke Takagi     | Arrows                 | 15     | Motor            | 22              |       |
| Ret | 7  | Damon Hill            | Jordan - Mugen - Honda | 13     | Frens            | 8               |       |
| Ret | 19 | Jarno Trulli          | Prost - Peugeot        | 10     | Motor            | 9               |       |
| Ret | 9  | Giancarlo Fisichella  | Benetton - Playlife    | 7      | Suspensions      | 10              |       |
| Ret | 16 | Rubens Barrichello    | Stewart - Ford         | 6      | Hidràulics       | 6               |       |
| Ret | 22 | Jacques Villeneuve    | BAR - Supertec         | 0      | Col·lisió        | 12              |       |
| Ret | 12 | Pedro Diniz           | Sauber - Petronas      | 0      | Col·lisió        | 16              |       |

## Altres
- Pole: Mika Häkkinen 1' 42. 950

- Volta ràpida: David Coulthard 1' 45. 270 (a la volta 43)